# Elevator pitch

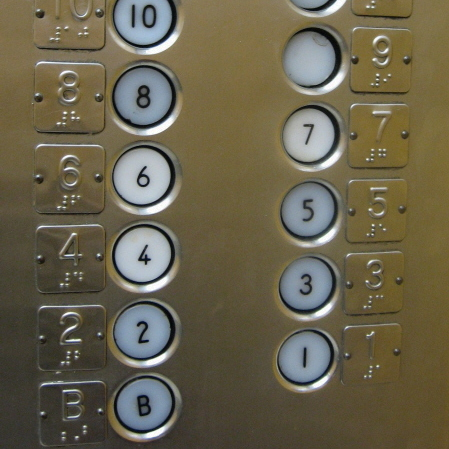
Un elevator pitch riassume rapidamente un'idea, un prodotto o un servizio durante una breve corsa in ascensore

L'elevator pitch, o elevator speech, è una descrizione sintetica di un'idea, di un prodotto o di un'azienda, spiegandone i concetti in modo tale che chiunque possa comprenderli in brevissimo tempo. Si tratta di una forma discorsiva di comunicazione (spesso convertita anche in forma scritta) con cui si presenta rapidamente, per motivi professionali, sé stessi o una propria attività ad un'altra persona o organizzazione.
Il termine, traducibile dall'inglese come "discorso dell'ascensore", riflette la possibilità di fornire un riassunto discorsivo nel tempo di una breve corsa in ascensore. L'elevator pitch è infatti il discorso che un imprenditore farebbe ad un investitore se si trovasse per caso con lui in ascensore. L'imprenditore, quindi, si troverebbe costretto a descrivere sé stesso e la propria attività sinteticamente, chiaramente ed efficacemente per convincere l'investitore ad investire su di lui, ma nei limiti di tempo imposti dalla corsa dell'ascensore, ovvero approssimativamente tra i 30 secondi e i 2 minuti.
A differenza di un discorso di vendita, un elevator pitch può essere usato in vari modi e potrebbe non avere una chiara relazione tra acquirente e venditore. L'obiettivo è semplicemente quello di trasmettere il concetto generale o l'argomento proposto in modo sintetico e convincente.

## Storia
Vi sono differenti ipotesi sull'origine di questa forma di comunicazione di business. Una storia comunemente nota è quella riferita dalla giornalista Ilene Rosenzweig, in cui sostiene che il termine "elevator pitch" nacque negli anni 1990, quando il suo collega Michael Caruso, all'epoca redattore senior di Vanity Fair, cercava continuamente di proporre nuove idee alla sua caporedattrice, Tina Brown, ma non riusciva mai ad incontrarla abbastanza a lungo poiché era sempre in movimento, quindi per raggiungere tale scopo si unì a lei nei suoi brevi momenti liberi, ad esempio durante le corse in ascensore.
Secondo un'altra versione, il termine "elevator speech" deriverebbe dall'esperienza lavorativa di Philip Crosby, autore di The Art of Getting Your Own Sweet Way (1972) e Quality Is Still Free (1996), il quale consigliava che le persone dovrebbero avere sempre a disposizione un discorso accattivante che possa fornire informazioni su se stessi o su un proprio progetto da poter raccontare in un breve lasso di tempo, come quando ci si trova casualmente in ascensore con una figura di spicco. Crosby, che ha lavorato come tecnico di test di qualità e poi come direttore della qualità presso ITT Corporation, raccontò di come pianificò un breve discorso su un cambiamento che aveva progettato per l'azienda in cui lavorava e di come salì sull'ascensore nella sede centrale dell'ITT insieme all'amministratore delegato dell'azienda per pronunciare tale discorso; una volta giunti al piano in cui stava sbarcando l'amministratore delegato, a Crosby fu chiesto di tenere una presentazione completa sull'argomento durante una riunione per tutti i direttori generali. Il concetto di "elevator speech" elaborato da Crosby non ricevette particolare attenzione sino a quando nel 1987 Gerry Hahn (di General Electric) e Tom Boardman (professore presso l'Università del Colorado), entrambi appartenenti all'American Statistical Association, non iniziarono a renderlo popolare come modo per aiutare i propri colleghi a presentare efficacemente se stessi e le proprie idee.
In un'intervista del 2004 al disegnatore e autore di videogiochi Tetsuya Nomura, egli dichiarò che la serie videoludica Kingdom Hearts nacque grazie ad un elevator pitch, poiché il produttore di Square Enix Shinji Hashimoto incontrò un dirigente Disney in un ascensore.

## Aspetti
Essendo concepito per essere recepito durante il breve periodo di una corsa in ascensore, l'elevator pitch dovrebbe essere conciso e diretto. Le prime due frasi di qualsiasi elevator pitch sono le più importanti e dovrebbero catturare l'attenzione dell'ascoltatore. Le informazioni contenute in un elevator pitch, a causa del tempo limitato a disposizione, dovrebbero essere condensate per esprimere le idee o i concetti più importanti.
Chi usa un elevator pitch dovrebbe esprimersi utilizzando un linguaggio semplice, evitando statistiche o altri termini che potrebbero distogliere l'attenzione di chi ascolta. Una lezione importante da tenere a mente quando si imbastisce un elevator pitch è quella di adattare il tono della presentazione all'interlocutore che si ha di fronte e di mantenere il discorso sempre aggiornato. Quando si fa un elevator pitch, le persone sono incoraggiate a rimanere flessibili e adattabili e a essere in grado di fare il pitch in modo genuino e fluente. In questo modo, il pubblico a cui è destinato il discorso sarà probabilmente in grado di seguire le informazioni e non le considererà come scritte.

## Vantaggi
Gli elevator pitch sono pratici e semplici e possono essere forniti con un breve preavviso e senza molta preparazione, mettendo l'ascoltatore più a suo agio. Inoltre, gli elevator pitch consentono a chi li propone di semplificare il contenuto e di trasmetterlo in modo meno complicato, fornendo le informazioni in modo conciso e diretto.